# Tines del pla de les Generes
Les tines del pla de les Generes són un conjunt de dues tines i una barraca del municipi de Talamanca (Bages) protegit com a bé cultural d'interès local. La construcció se situa pròxima al camí de les Generes.

## Descripció
És un conjunt constituït per dues tines i una barraca. Descrivim les tines d'esquerra a dreta col·locant-nos de cara a l'entrada.
La tina número 1 és de planta circular. La part inferior dels murs és construïda amb pedra amorterada i la part superior, fins a la coberta, amb pedra seca. Entre els murs i la coberta hi ha un voladís amb un lleuger pendent cap a l'exterior. El sostre és fet per aproximació de filades de pedra ben treballada i tancat per dalt amb pedres més planeres. L'interior de la tina és revestit de peces ceràmiques vermelloses envernissades i corbades per emmotllar-se a la forma cilíndrica del dipòsit. S'accedeix a la tina per la part superior a través d'una obertura allindanada. Presenta dues finestres petites.
La tina número 2 també és de planta circular. La part inferior dels murs és de pedra amorterada i la part superior, que s'ha ensorrat en part, és de pedra seca. No té coberta, ni llinda. L'interior del dipòsit té un acabat amorterat. Hi ha dos amagatalls.
La barraca que s'adossa entre les dues tines, és de planta irregular i té coberta plana, construïda amb bigues de fusta i pedres planeres sobre la qual s'estén una capa de sorra i pedruscall. Els muntants verticals i al damunt s'hi recolzen dues llindes, una d'elles de fusta. A l'interior hi ha dos amagatalls i els brocs de les dues tines. El seu estat de conservació és força bo.